# R-12 Dvina
Pour les articles homonymes, voir R12.

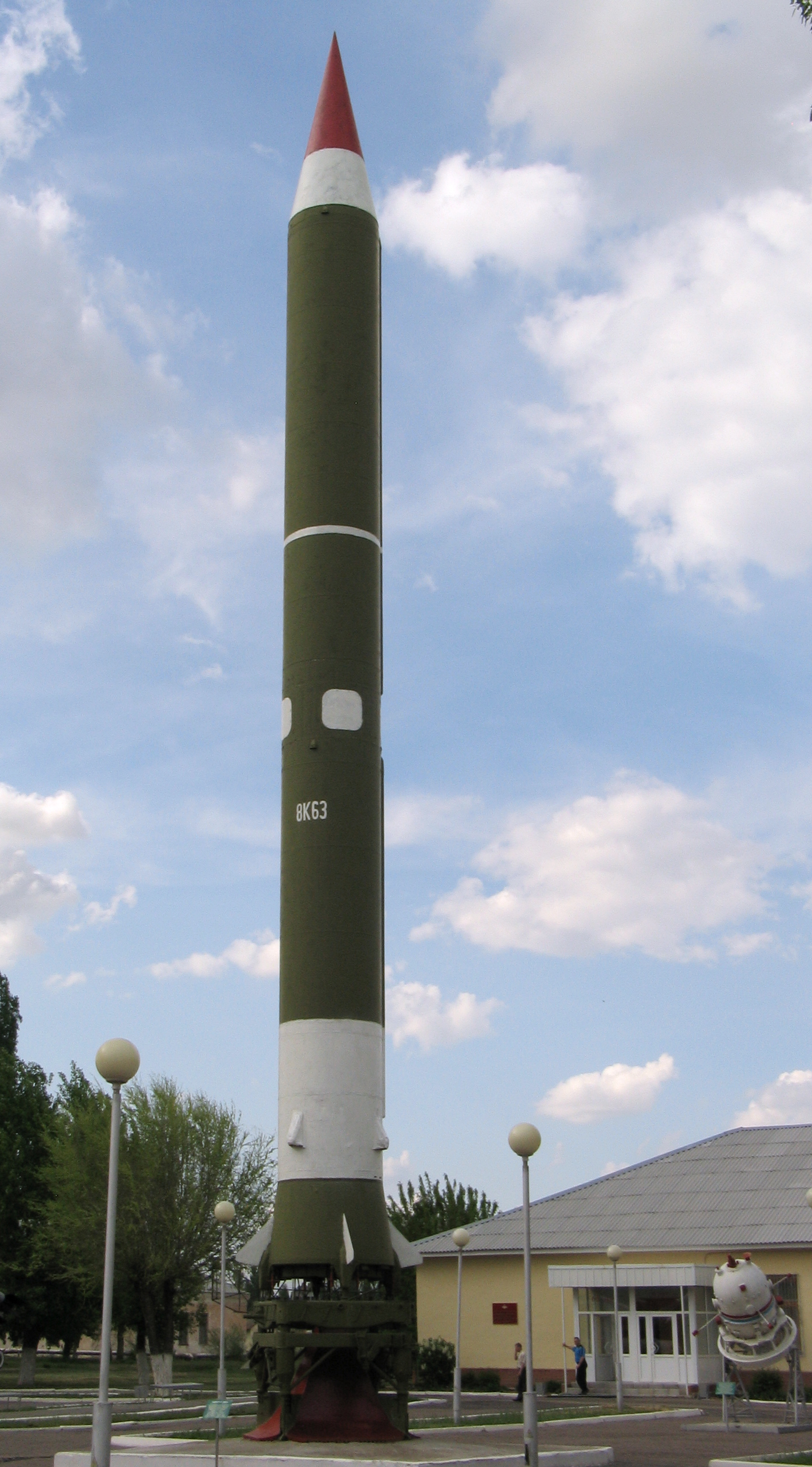
Un R-12 au musée de Kapoustine Iar.

Le R-12 Dvina (en russe Р-12 « Двина ») (Code OTAN SS-4 sandal) est un missile balistique à moyenne portée développé par l'Union soviétique  qui est resté en service entre 1959 et 1989. Il s'agit du premier missile de cette catégorie, du premier missile soviétique mettant en œuvre des ergols stockables et emportant une arme nucléaire. Près de 2 300 missiles de ce type ont été fabriqués. Déployé sur le sol de Cuba allié  en octobre 1962, il a joué un rôle central dans la crise des missiles de Cuba qui a failli déboucher sur un conflit nucléaire entre l'URSS et les États-Unis. 
Ce missile d'une portée d'environ 2 000 km emporte une tête nucléaire unique d'une puissance de 2,3 mégatonnes. D'une masse de 34,6 tonnes pour une longueur de 22 mètres et un diamètre de 1,65 m. il est lancé selon le cas depuis un silo ou un système de transport mobile. Son moteur-fusée RD-214 brûle un mélange d'acide nitrique et de  kérosène.

## Contexte
Pour un article plus général, voir Histoire du missile balistique.
Immédiatement après la victoire des Alliés en 1945 à l'issue de la Seconde Guerre mondiale, les principaux spécialistes soviétiques des fusées sont envoyés en Allemagne pour étudier les travaux de l'équipe de Wernher von Braun qui a pris une énorme avance dans le domaine de la propulsion et du guidage en développant le missile V2. Un climat de tension extrême, la guerre froide, s'est installé entre les deux superpuissances issues du conflit mondial, l'Union soviétique et les États-Unis, pour des raisons essentiellement idéologiques. Le dirigeant de l'Union soviétique, Staline, décide en 1946 de mettre sur pied un projet disposant d'une priorité très élevée pour permettre à  son pays de disposer rapidement de missiles balistiques porteur de la bombe atomique et de missiles antiaériens en exploitant le savoir-faire allemand. Les travaux de recherche sont placés sous la responsabilité de Dimitri Oustinov. Celui-ci décide de créer un nouvel centre de recherches appliquées rassemblant  les ingénieurs et techniciens travaillant sur le sujet. L'institut de recherches NI-88 est créé le 13 mai 1946 à Podlipki dans la banlieue nord-est de Moscou et installé dans les locaux de l'usine no 88 dans laquelle, durant la guerre, étaient fabriqués des munitions et des tanks. Au sein de cette entité, Sergueï Korolev, futur « père » du  programme spatial soviétique développe pour les militaires les missiles balistiques R-1 et R-2 extrapolés du missile V2 allemand et utilisant comme celui-ci comme comburant de l'oxygène liquide. En 1947 Korolev commence à travailler sur  un projet beaucoup plus ambitieux : le missile R-3 doit pouvoir transporter une bombe nucléaire sur une distance de 3 000 km soit quatre fois la distance du missile R-2.

## Historique du développement

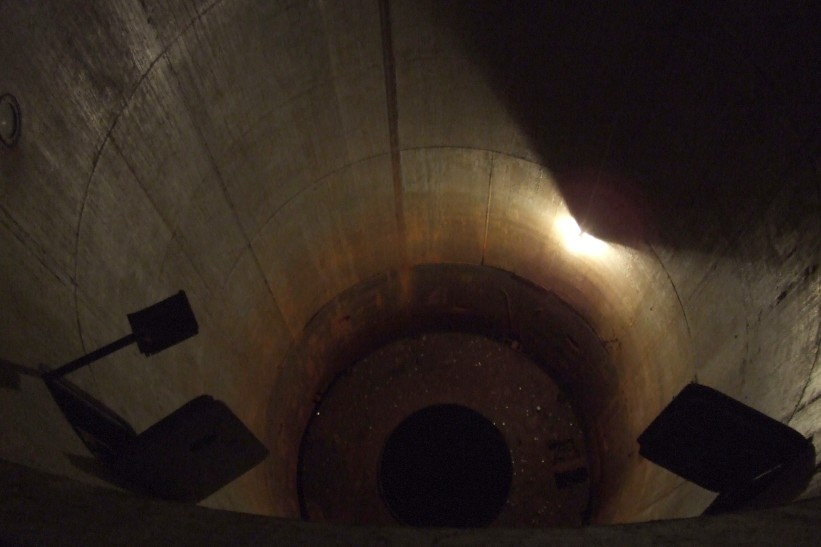
Intérieur du silo de lancement souterrain R-12U de la base de missiles de Plokštinė, Lituanie

Les travaux de conception du missile R-12 commencent en 1950 pour répondre aux besoins des militaires d'un missile à longue portée utilisant des ergols stockables plus appropriés pour un usage militaire que l'oxygène liquide. Mikhail Yanguel, qui est depuis 1950 responsable de la section « systèmes de guidage » au sein de l'Institut de recherche NII-88 parachève ces travaux. Il est convaincu que les missiles balistiques doivent utiliser des ergols stockables à la place des ergols utilisés jusque-là, même s'ils présentent l'inconvénient d'être très toxiques. Korolev et son bras droit Vassili Michine sont totalement opposés à ce choix. En mai 1952, Yanguel est nommé responsable du NII-88 ce qui fait de lui le supérieur de Korolev alors qu'il était jusque-là un de ses adjoints. Yanguel a sa carte au Parti Communiste d'Union soviétique depuis les années 1930 et entretient de bonnes relations avec le ministre de tutelle Dimitri Oustinov tandis que Korolev est toujours officiellement un ancien ennemi de l’État passé par le goulag.
En février 1953, 20 jours avant sa mort, Staline lance le développement en parallèle des missiles balistiques R-5, R-11, R-12, R-7 et du missile de croisière intercontinental EKR (en). Fin 1953, Khrouchtchev décide de décentraliser en partie les centres de conception et de production des missiles pour éviter qu'une seule frappe nucléaire sur Moscou ne détruise l'ensemble de cette industrie. Il fait installer deux autres centres de conception de missiles en dehors de Moscou dont l'un dans le sud de l'Union soviétique. Pour cette dernière implantation, l'OKB-586 est retenu. Cet établissement industriel situé à Dnipro en Ukraine produisait jusque-là des tracteurs avec un outillage de qualité qui avait été confisqué après la victoire sur le régime nazi dans les usines allemandes de Porsche et BMW. La fabrication du seul missile balistique en production, le R-1 est confié à l'OKB-586. Le coût de cette décentralisation va se chiffrer en dizaines de milliards de roubles. L'encadrement et les ingénieurs experts de ces nouvelles entités sont prélevés dans les effectifs du NII-88 tandis que les techniciens, les ingénieurs d'application et les ouvriers sont recrutés sur place pour éviter la construction de nouveaux logements. Korolev lutte pour conserver le contrôle des nouveaux centres mais Khrouchtchev reste inflexible sur le fait que ces entités doivent être complètement autonomes. Yanguel est naturellement choisi pour diriger l'OKB-586 et développer son propre bureau d'études sur place.
Yanguel déménage en Ukraine mi-1954 et, entame immédiatement le développement du missile R-12. Les premiers tests de ce missile de portée intermédiaire ont lieu en 1957 et, pour la première fois, l'Union soviétique dispose d'un missile balistique produit en masse. En l'absence d'un missile utilisable produit par Korolev, c'est le missile R-12 qui va jouer un rôle central dans un épisode marquant de la Guerre froide, lorsque l'Union soviétique décide en 1962 de déployer des missiles à Cuba, son allié, déclenchant la crise des missiles de Cuba.
La décision de lancer la fabrication du R-12 est prise en août 1955, les  vols d'essais ont lieu cosmodrome de Kapoustine Iar de juin 1957 à décembre 1959. Le missile est déployé dès mars 1959, une version avec lanceur sur rail était prévue, mais fut abandonnée. Du fait de ses carburants et comburants liquides, il fallait trois heures de préparation avant que le missile ne soit prêt à être lancé, délai réduit à cinq minutes si le régiment avait auparavant été placé en état d'alerte maximum.
C'est essentiellement ce type de missiles que les Soviétiques avaient déployé à Cuba à la fin de 1962 (trente-six SS-4), provoquant la crise de Cuba. En 1966, 608 de ces missiles étaient déployés en URSS, les premiers à être retirés du service le furent en 1968, les derniers en 1978, laissant la place au SS-20.

## Caractéristiques techniques
- Longueur : de 18,4  à   18,6 m suivant les versions
- Poids au décollage : 41,7  à   42,2 tonnes
- Poids du carburant : 37 tonnes
- Portée : 2 080 kilomètres

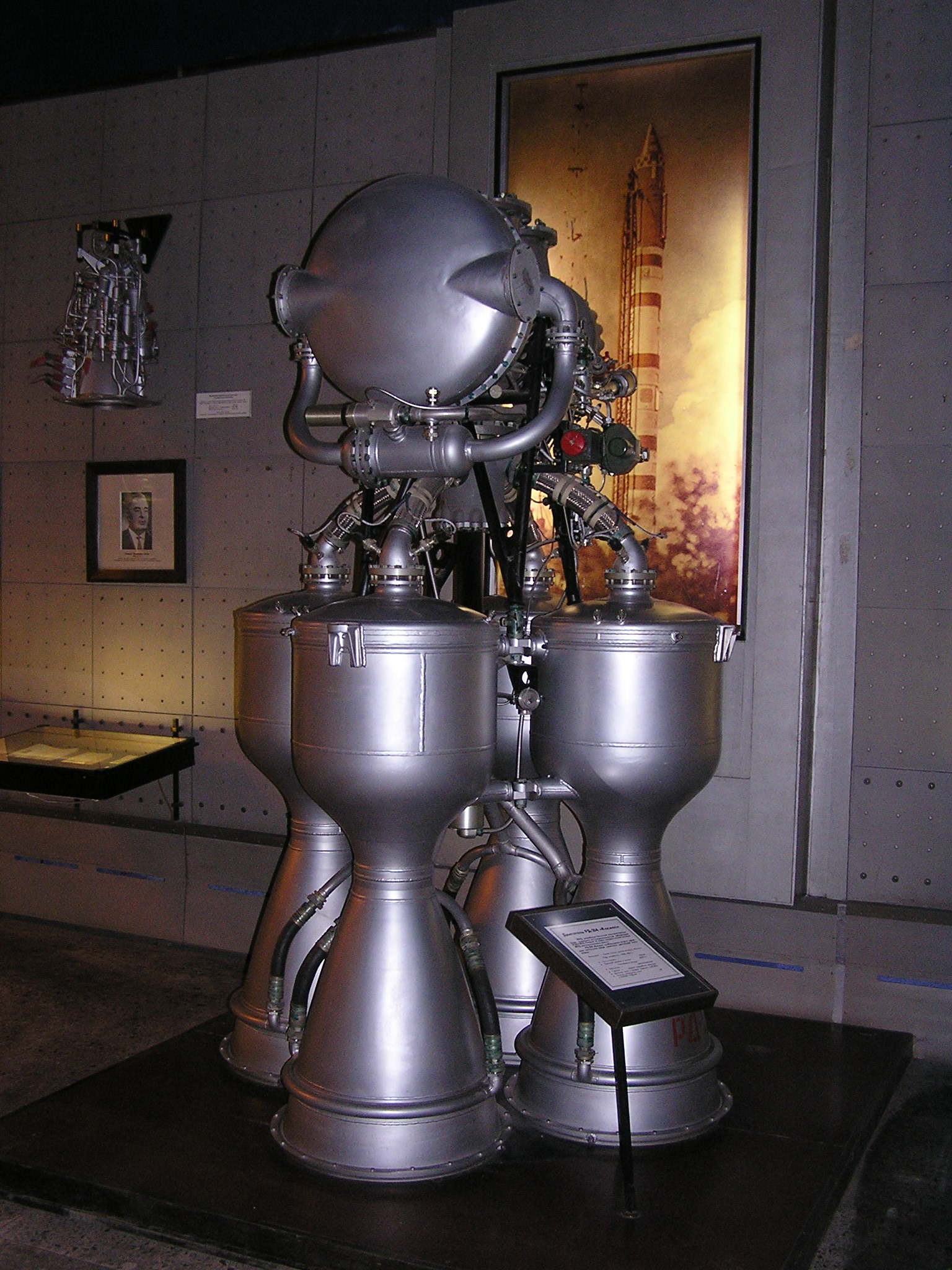
Moteur-fusée RD-214 propulsant le missile R-12.

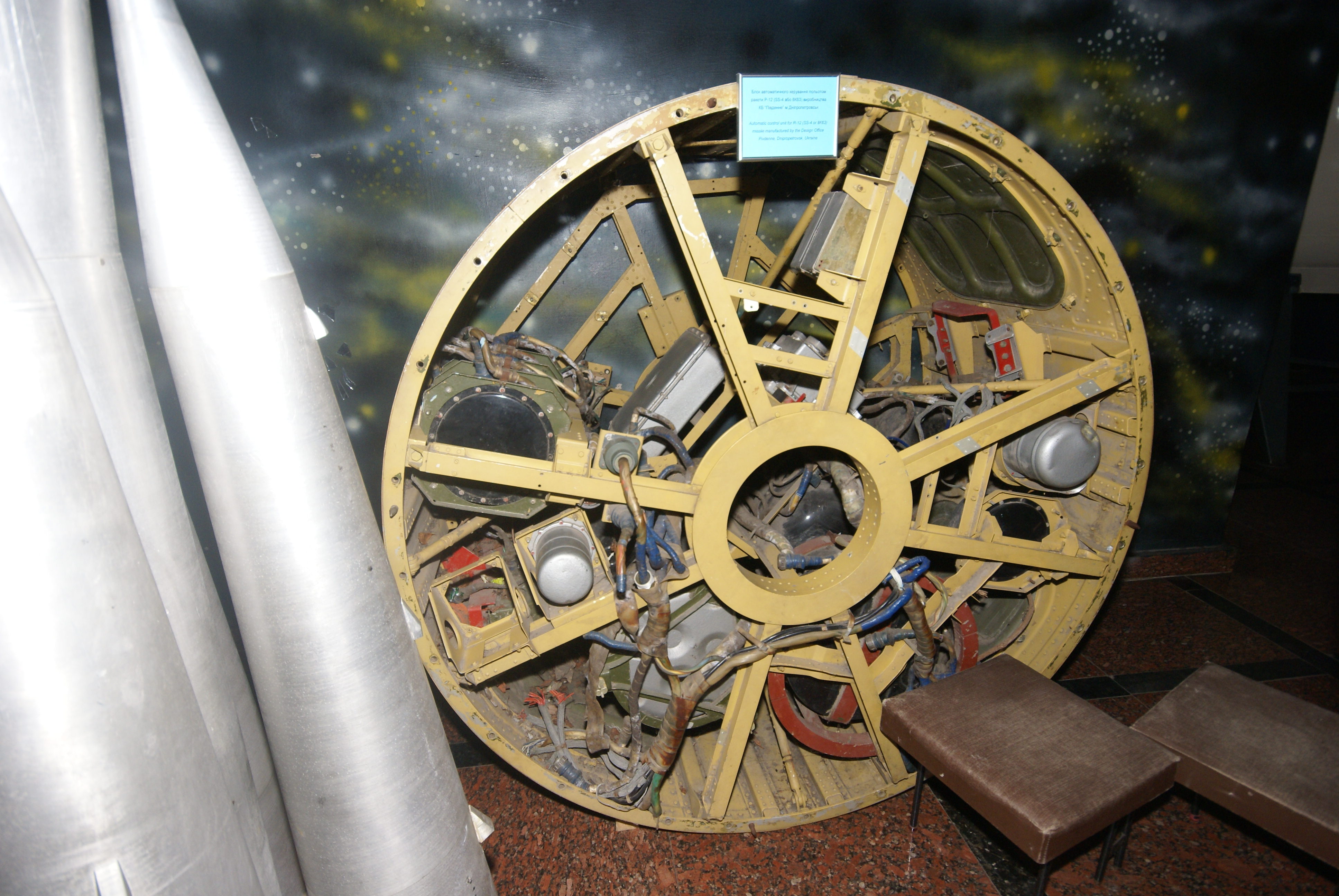
Case à équipements du missile R-12.

- Écart probable à la cible : 5 km suivant les Soviétiques, 1,5 km à 3 km d'après l'OTAN
- Tiré depuis un lanceur mobile terrestre ou depuis un silo
- Différentes versions : R-12, R-12U, R-12U Dvina

## Carrière opérationnelle
Selon les experts américains, environ 2 300 missiles R-12 ont été fabriqués et le nombre de missiles opérationnels a atteint son pic en 1965 avec 608 missiles installés sur des pas de tir ou dans des silos. Les premiers régiments mettant en œuvre des missiles R-12 sont déployés en mai 1960 en Biélorussie, Lituanie, Kazakhstan et à Kaliningrad. Le missile est présenté au public pour la première fois lors d'une parade militaire qui se déroule sur la place Rouge à Moscou en 1961. 
Initialement chaque régiment dispose de 4 à 6 installations de lancement. Dans les années 1970, un régiment comprend deux sections regroupant 8 installations de lancement fixes et une section mobile  comprenant 5 à 8 rampes de lancement mobiles. Cette dernière comprend 11 à 14 véhicules assignés au transport, 6 à 7 camions affectés au support et 41 à 52 camions transportant les ergols. 
Le missile R-12 est au cœur de la crise des missiles de Cuba qui aurait pu déboucher sur une guerre nucléaire. Pour soutenir Cuba, son allié face aux États-Unis qui ont tenté de renverser le régime de Fidel Castro, le dirigeant soviétique Khrouchtchev fait installer en octobre 1962 sur l'île de Cuba 5 régiments soviétiques équipés de 24 missiles balistiques R-12 et de 16 missiles R-16 (à plus longue portée). Le territoire américain est directement menacé et la faible distance ne permet aucune contre-mesure. Le président américain Kennedy exige le retrait des missiles. Finalement les missiles sont retirés en échange d'un engagement des dirigeants américains de ne jamais tenter d'attaquer Cuba sans provocation et le retrait de certains missiles américains déployés en Turquie.  
À compter de 1977, le missile R-12 est progressivement remplacé par le RSD-10 Pionnier (SS-20). Dans le cadre du Traité sur les forces nucléaires à portée intermédiaire passé en 1987 entre l'Union soviétique et les États-Unis visant à réduire de part et d'autre le nombre d'armes déployées, les 149 derniers missiles R-12 encore déployés sont retirés et sont soit détruits soit stockés dans des décharges militaires.   

Déploiement du missile R-12
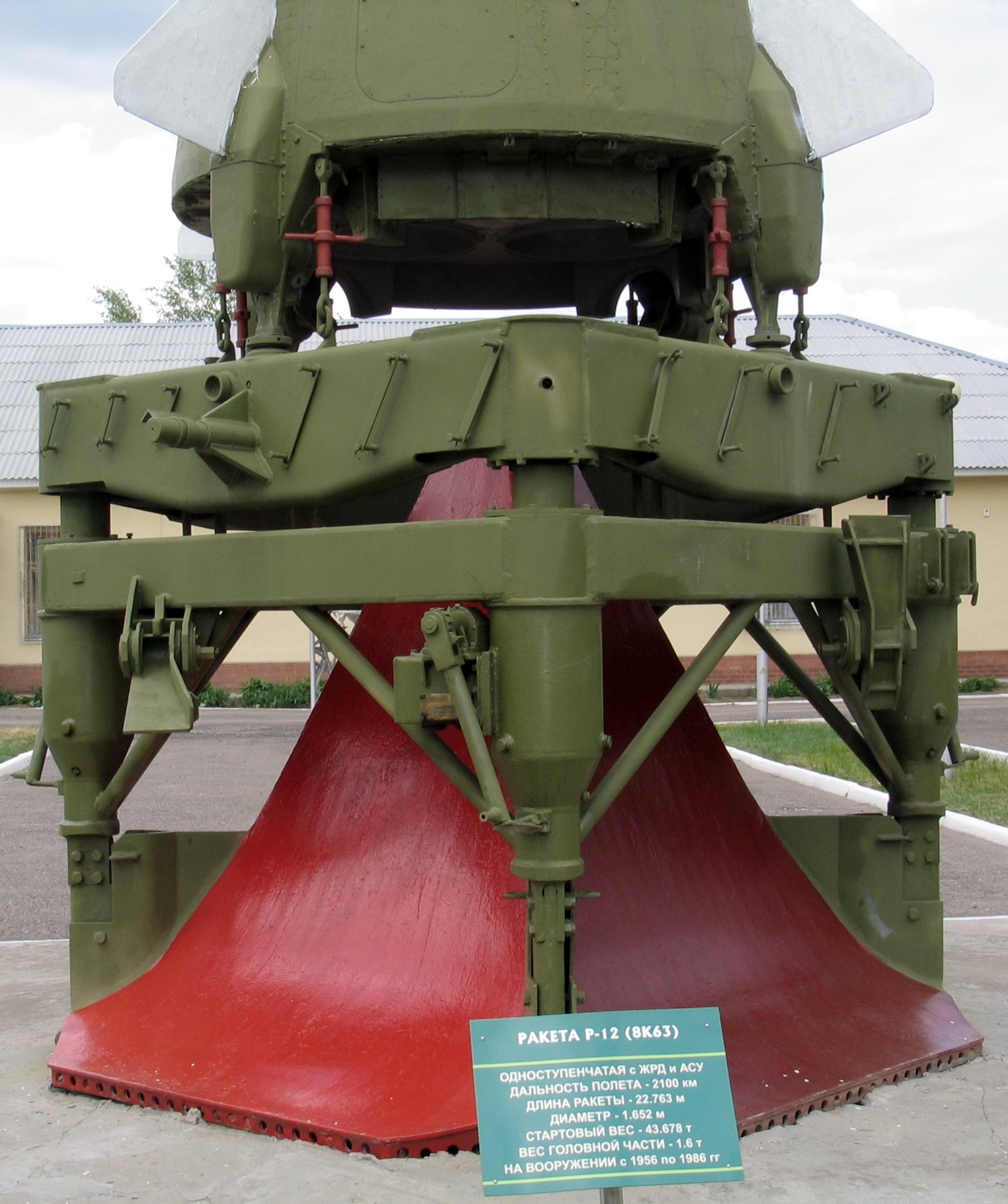
Socle utilisé pour le lancement d'un missile R-12 ;
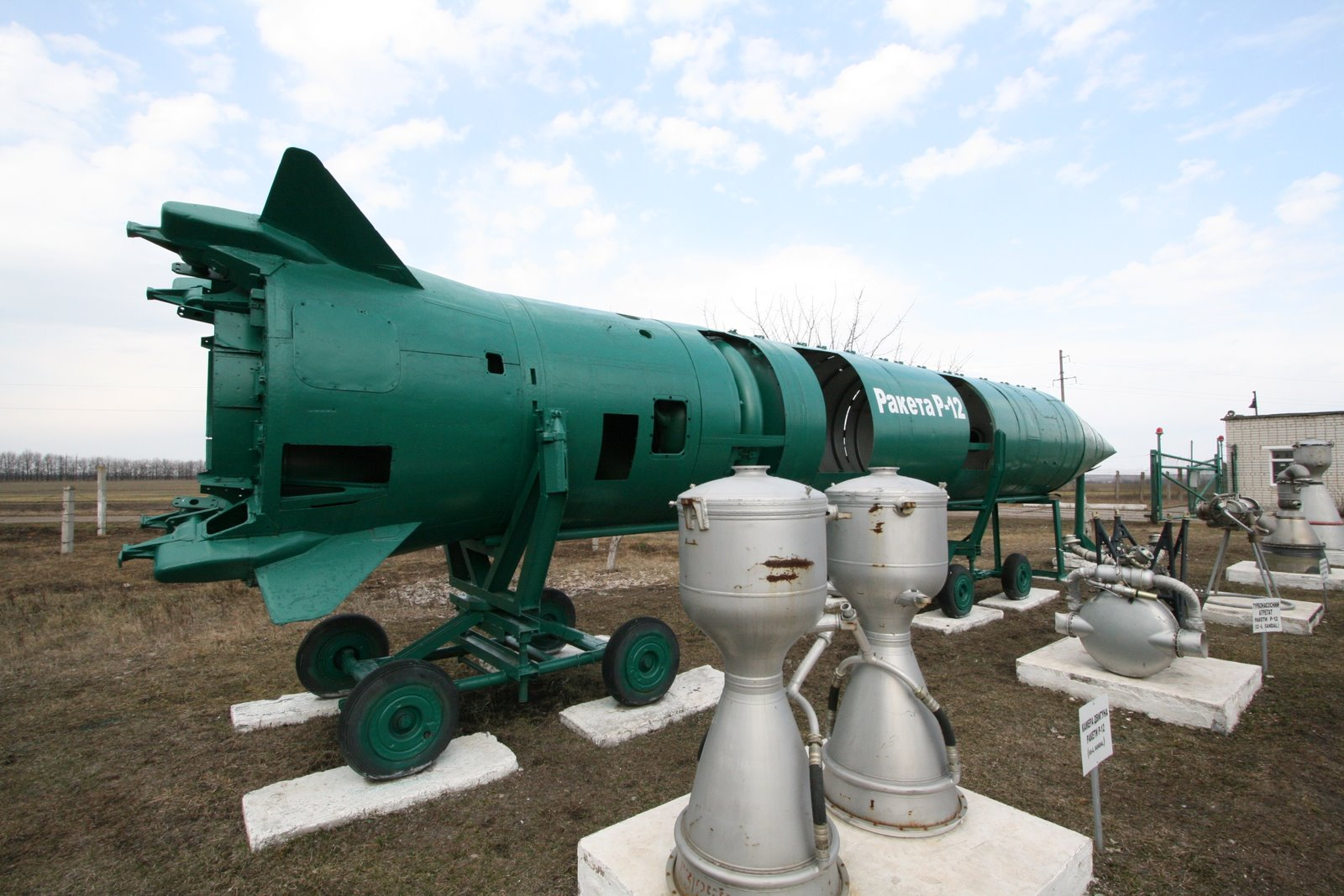
Missile R-12 exposé au Musée des forces stratégiques en Ukraine ;
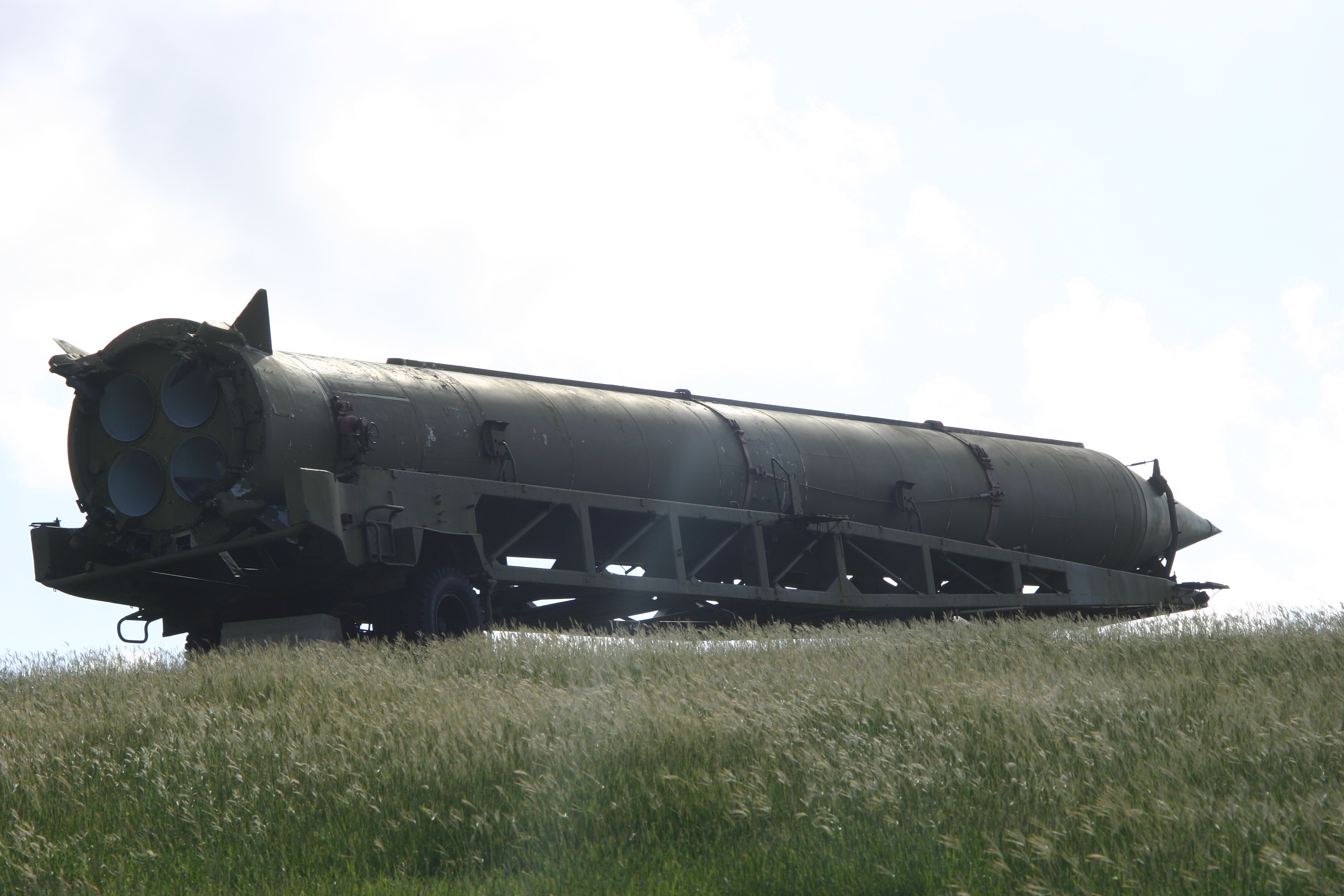
Missile R-12 exposé à Cuba.